# Trocherateina specularia
Trocherateina specularia är en fjärilsart som beskrevs av Walker 1869. Trocherateina specularia ingår i släktet Trocherateina och familjen mätare. Inga underarter finns listade i Catalogue of Life.